# Miroslav Berić
Pour les articles homonymes, voir Berić.
Miroslav Berić, né le 20 janvier 1973 à Belgrade, est un joueur serbe de basket-ball, évoluant au poste d'arrière.

## Club
- : Partizan Belgrade (Serbie-et-Monténégro)
- 1998-1999 : Tau Ceramica (Espagne)
- 1999-2000 : Scaligera Verona ( Italie)
- 2000-2001: Partizan Belgrade (Serbie-et-Monténégro)
- 2001-2002: Scavolini Pesaro ( Italie)
- 2003-2004 : Žalgiris Kaunas ( Lituanie)
- Azovmach Marioupol ( Ukraine)

## Palmarès

### Sélection nationale
- Jeux olympiques d'été
  -  Médaille d'argent des Jeux olympiques de 1996 d'Atlanta
- Championnat du monde
  -  Médaille d'or du Championnat du monde 1998 en Grèce
- Championnat d'Europe
  -  Médaille d'or du Championnat d'Europe 1997 en Espagne
  -  Médaille d'or du Championnat d'Europe 1995 en Grèce